# I Santoni (santuario)
I Santoni è un santuario rupestre situato in prossimità di Palazzolo Acreide, l'antica Akrai, in Sicilia.
Si tratta di un complesso di figurazioni relative ad uno dei culti più misteriosi dell'antichità: il culto della Magna Mater. Il sito, nonostante il deplorevole stato di conservazione, è unico al mondo per la grandezza e per la completezza delle rappresentazioni ed è considerato il principale centro del culto della Dea Cibele in Sicilia.

## Il sito
Il colle su cui fu fondata la colonia siracusana di Akrai fu sede di abitazione umana fin da epoca molto antica. Sul suo pendio settentrionale si apre, infatti, un riparo sotto la roccia che ha fornito al Museo di Siracusa un'abbondante industria litica che mostra, nel suo complesso, tutti i caratteri di quel paleolitico superiore che è, ad oggi, la più antica civiltà sicuramente identificata nell'isola.
Tucidide riporta che Akrai fu fondata nel 664 a.C.- 665 a.C. dai siracusani su un altipiano delimitato da margini scoscesi e da quattro corsi d'acqua, dal quale si dominavano tutte le vie di accesso. La città fu la fortezza che garantì a Siracusa le libere comunicazioni con le città greche della costa meridionale della Sicilia e con le città sicule dell'interno.
Nel corso del IV e V secolo Akrai si affermò come il più importante centro cristiano della Sicilia orientale dopo Siracusa, come attestano le molte e vaste catacombe.
Non è noto quando la città abbia cessato di esistere, lo storico Michele Amari ipotizzò la sua distruzione nel corso della conquista islamica della Sicilia dell'827.

La medievale Palazzolo Acreide, sorta in prossimità dell'antica Akrai, è citata per la prima volta nella geografia di Edrisi.

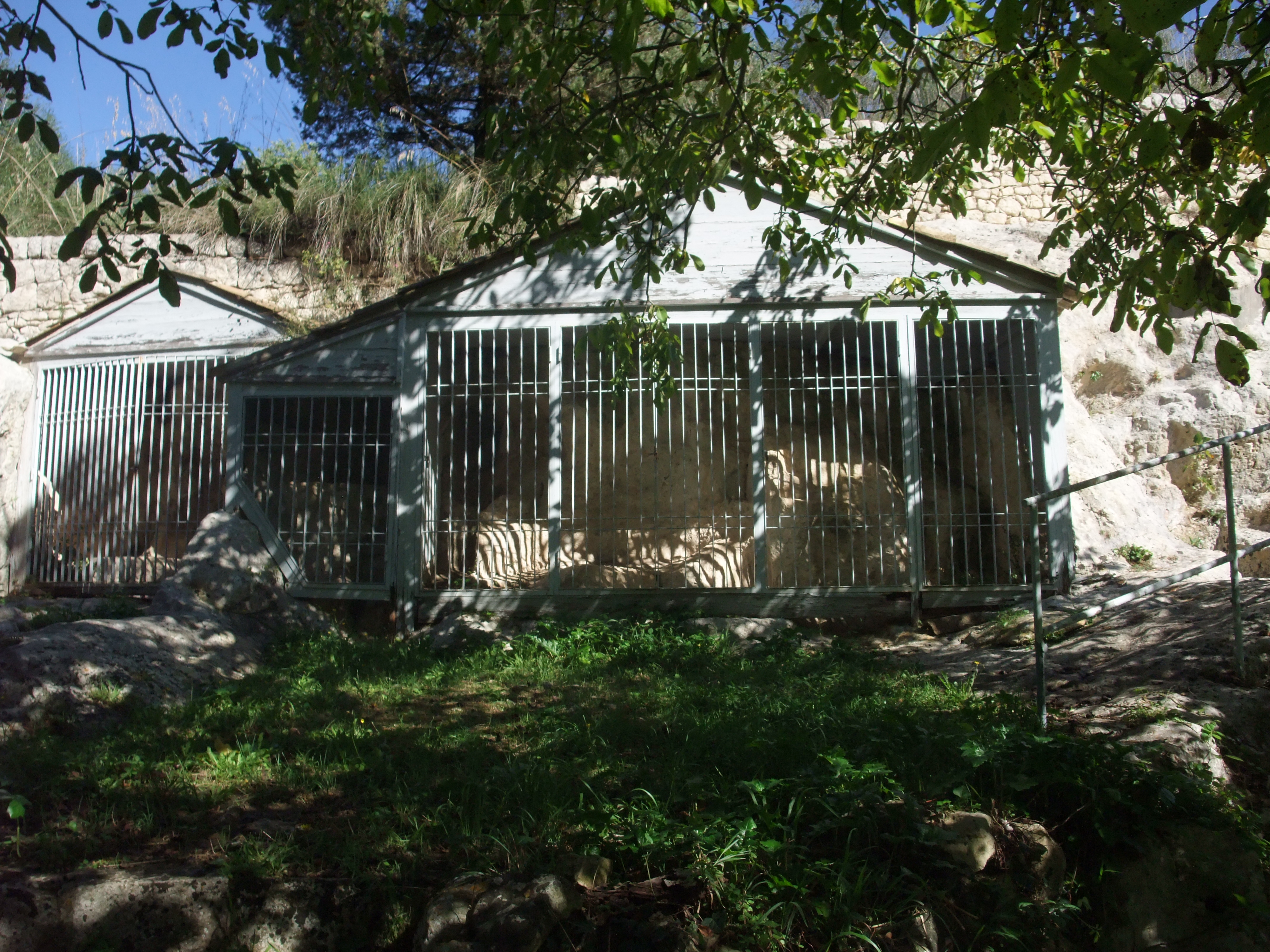
Vista della parte centrale del santuario rupestre di Palazzolo Acreide

## Descrizione
Il grande complesso di sculture rupestri ubicato lungo il lato meridionale del colle Orbo si svolge su un costone roccioso affacciato su un sentiero alle cui estremità si aprono due spianate semi-circolari. Nelle due spianate e lungo il sentiero sono visibili delle pietre circolari, verosimilmente basamenti di altari.
Le sculture sono racchiuse in dodici ampie nicchie scavate nella roccia, undici poste sullo stesso livello e una posta su un livello più basso. Ulteriori nicchie più piccole, prive di immagini, completano la struttura che presenta un impianto architettonico regolare il cui carattere unitario ha consentito di identificare il luogo come un santuario e non come un aggregato di rilievi aventi carattere votivo.
Il ritrovamento di lucerne, olle e piccole patere ha consentito, inoltre, di identificare il sito come sede di culto.
In dieci delle nicchie è riprodotta l'immagine della dea assisa in trono di prospetto circondata da altre figure. In uno solo dei rilievi la dea è raffigurata in piedi, a grandezza naturale.
L'identificazione della dea raffigurata nelle nicchie con Cibele è derivata dal raffronto con l'iconografia con cui essa era rappresentata nel mondo greco e, in particolare, ad Atene. La dea è raffigurata con il chitone pieghettato e l'himaton ricadente dalla spalla sinistra e raccolto sulle ginocchia. I capelli sono acconciati nella forma cosiddetta “a melone” con due lunghi riccioli che scendono sulle spalle e, sul capo, è posto il modio.
Ai suoi lati, in basso, sono presenti due leoni in posizione araldica.

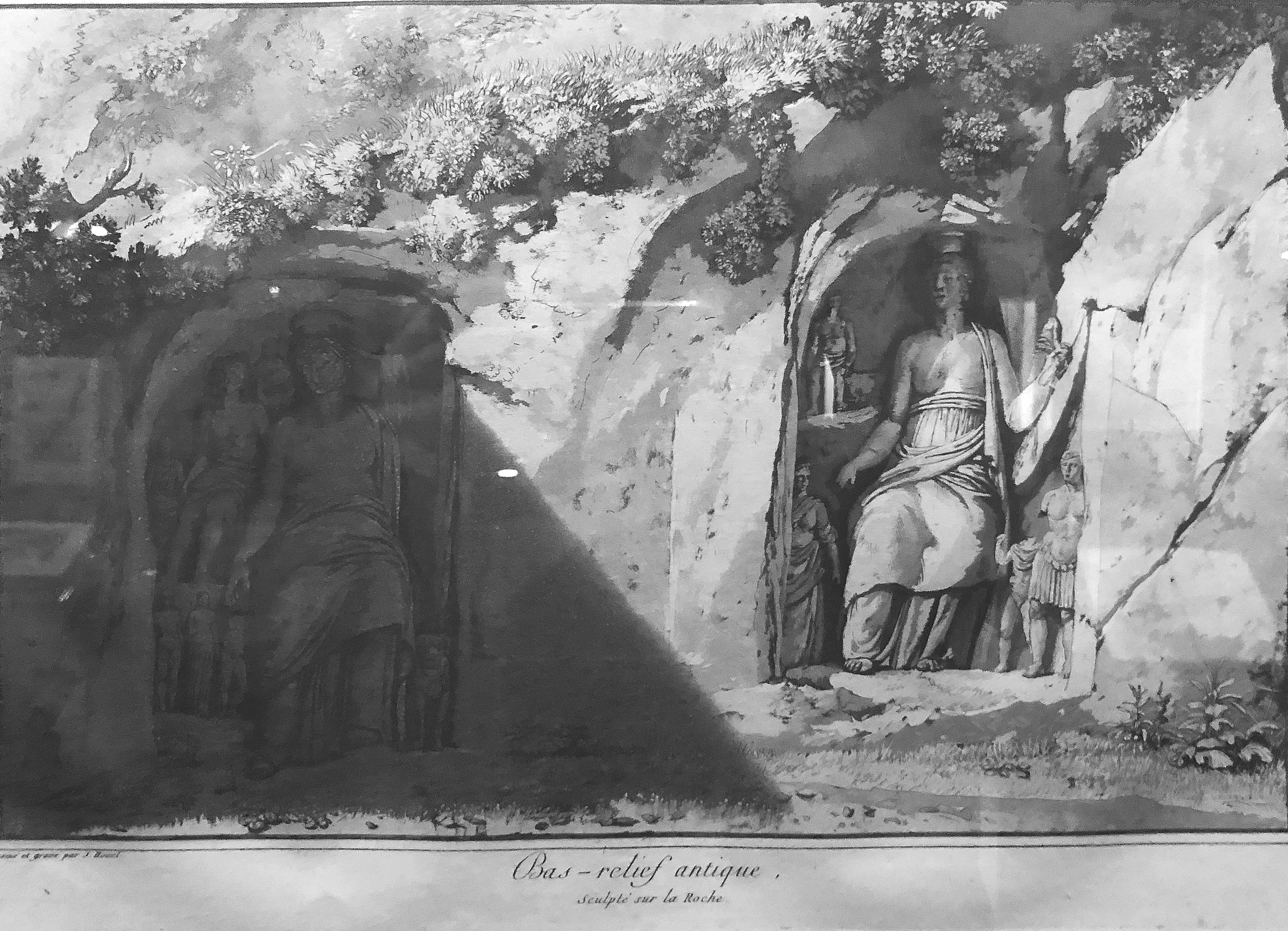

In alcune figurazioni sono chiaramente visibili la patera nella mano destra posata sul sedile e il timpano nella sinistra, nelle altre, ragioni di verosimiglianza e tenui tracce sui rilievi sfigurati possono farcene ragionevolmente presumere la presenza.
La posizione della dea raffigurata nelle nicchie ripropone due modelli iconografici: quello della dea seduta in trono, spesso all'interno di un naiskos, caratteristica del contesto nord-ionico ed eolico meridionale e quello della dea con la figura in piedi caratteristica del contesto sud ionico.
Entrambi i modelli sono riscontrabili anche in sculture rupestri frigie e, proprio in alcune regioni dell'Asia Minore sono riscontrabili i paralleli tipologicamente e cronologicamente più prossimi alla struttura di santuario rupestre a carattere metroaco. Le fisionomie strutturali più simili al complesso acerense sono quelle della Meter Steunene di Aizanoi nell'antica Frigia, del piccolo santuario di Kapikaya presso Pergamo e del complesso sacro del Panajir Dagh presso Efeso.
Tra le figure minori raffigurate accanto alla dea Cibele in almeno cinque nicchie (nelle altre non è possibile, per le scarse condizioni di conservazione, escludere l'originaria presenza di figure minori) sono stati identificati Hermes, Attis, Ecate], i Dioscuri, i Galli e i Coribanti.
Nonostante il collegamento di questi personaggi con la dea sia riscontrabile in molteplici fonti letterarie, epigrafiche e monumentali, la contemporaneità delle presenze che caratterizza la composizione acrense è un elemento di assoluta originalità di cui non è noto alcun ulteriore esempio.
In merito alla figura principale rappresentata all'interno della dodicesima nicchia, quella posta nel livello più basso, sono state formulate, finora, solo delle ipotesi che tendono, comunque, ad escludere che si tratti di Cibele per via della foggia dell'abito, una corta tunica che lascia scoperte le ginocchia che non trova alcun riscontro nell'iconografia della dea.
Come si è detto, oltre a Cibele, nei rilievi sono raffigurati alcuni personaggi nel cui rapporto con la dea sono riconoscibili tre schemi iconografici riconducibili a precisi motivi religiosi che si ritrovano in monumenti di età ellenistica e romana.
Il primo schema è costituito dal riferimento, insieme mitico e rituale, ai Galli, sacerdoti della Dea e ai Coribanti, suoi mitici accompagnatori, raffigurati come due piccole figure che in cinque rilievi appaiono alla destra e alla sinistra del capo di Cibele.
Essi indossano una tunica, spesso un mantello, un berretto frigio e portano, come attributi, un timpano nella sinistra e un'asta nella destra.
L'associazione di tre personaggi divini: Cibele, Ermes e Attis riconoscibile nel II rilievo acrense, costituisce il secondo schema iconografico riscontrato in altre raffigurazioni greche.
In questo rilievo, il maggiore di tutto il complesso, Cibele è raffigurata in una posizione insolita, in piedi con le braccia allargate e le mani appoggiate, in gesto protettivo, sul capo di Hermes a destra e di Attis a sinistra.
Il primo è riconoscibile per il caduceo, il secondo per il pedum pastorale e per la tipica posizione incrociata delle gambe.
Sempre nel secondo rilievo, alla destra di Attis è raffigurato un personaggio femminile di cui sono riconoscibili con sicurezza solo i contorni e parti di una tunica panneggiata. Il movimento in avanti del piede destro e la presenza, nella mano sinistra di un oggetto che somiglia ad una lunga torcia hanno portato ad identificare il personaggio con Ecate dadofora. Si delinea così un terzo schema iconografico riconducibile al motivo religioso di un'ulteriore triade divina Cibele, Hermes ed Ecate di cui si ha riscontro in una serie di monumenti di età ellenistica e romana.
Nel secondo rilievo è, inoltre, presente un ulteriore elemento degno di nota: due personaggi che incedono su due grandi cavalli nei quali sono stati riconosciuti i Dioscuri. Anche di quest'ultimo schema iconografico che associa i Dioscuri alla grande dea dei misteri esistono riscontri in fonti epigrafiche e monumentali.
Il santuario rupestre di Akrai offre, quindi, nella ricchezza e nella complessità delle sue raffigurazioni, una sorta di sintesi delle iconografie e delle dottrine teologiche connesse al culto metroaco.
La singolarità del monumento acrense risiede proprio in questa contemporanea presenza, attorno alla dea, di personaggi che molteplici fonti letterarie, epigrafiche e monumentali indicano essere ad essa connessi, ma secondo formule distinte e, in nessun altro caso noto, in un'unica composizione.

## Datazione e cronistoria degli studi e delle indagini archeologiche
Sulla base di un giudizio sullo stile delle sculture e dei reperti archeologici emersi nell'area, il santuario è stato datato dagli studiosi intorno al IV-III secolo a.C., in piena età ellenistica.
I Santoni furono per la prima volta nominati nel XVIII secolo da Ignazio Paternò principe di Biscari nel libro Viaggio per tutte le antichità della Sicilia e dal pittore francese Jean Houel che ne diede una descrizione artistica corredata da tavole pittoriche di gusto classicheggiante.
I disegni di Houel, seppur ricchi di fascino, non sono fedeli alle raffigurazioni originali e, insieme all'interpretazione di sculture funerarie data dall'autore, hanno contribuito a determinare le errate conclusioni di alcuni studiosi successivi. Ad esempio nella figura 2 è possibile osservare come, nel disegno di Houel, i leoni al fianco della Dea sono raffigurati come cani.
L'indagine scientifica di scavo iniziò nel XIX sec ad opera del barone Gabriele Iudica, custode reale delle antichità della Valle di Noto che, ricercando le tombe ipotizzate da Houel, portò alla luce altri gruppi scultorei, un lastricato e oggetti quali lucere, olle e piccole patere. Lo Iudica condivise l'interpretazione di Houel che considerava le sculture espressione di pratiche funerarie.
Nel 1840 Domenico Lo Faso, Duca di Serradifalco pubblicò la descrizione del sito corredata da alcuni disegni di Francesco Saverio Cavallari e, basandosi sul riferimento funerario delle sculture ventilato da Houel e dallo Iudica, ipotizzò l'identificazione del personaggio principale con Iside Persefone. La sua tesi fu condivisa nel secolo successivo dall'Orsi e dal Pace che ravvisarono nel complesso scultoreo le immagini Demetra e Core Persefone, due divinità siciliote per eccellenza.
L'autorevolezza dei due studiosi ha, per lungo tempo, fatto passare in secondo piano le argomentazioni di Alexander Conze che, nel 1880, basandosi sui disegni del Cavallari, colse per primo le analogie tra le raffigurazioni acerensi e quelle anatoliche e greche della Dea Cibele.
Nel 1953, con gli Scavi della Soprintendenza alle Antichità furono eseguiti precisi disegni delle sculture da Rosario Carta e, delle fotografie che furono pubblicati dal Prof. Luigi Bernabò Brea in un volume che ha operato una prezioso lavoro di raccolta di elementi di valutazione e di ricostruzione scientifica che ha consentito di inserire il santuario metroaco di Akrai nel più ampio contesto della diffusione del culto di Cibele nel mondo greco romano.
Il riconoscimento della struttura unitaria che caratterizza il sito si deve, infine, all'approfondita indagine svolta dalla prof. Giulia Sfameni Gasparro Gasparro che, attraverso il confronto con un'ampia serie di documenti riconducibili al contesto religioso e storico nel quale il santuario si inserisce, ha consentito di ricostruire, per quanto possibile stante lo stato di degrado del complesso, il significato delle raffigurazioni del santuario rupestre di Akrai. nella monografia I culti orientali in Sicilia.

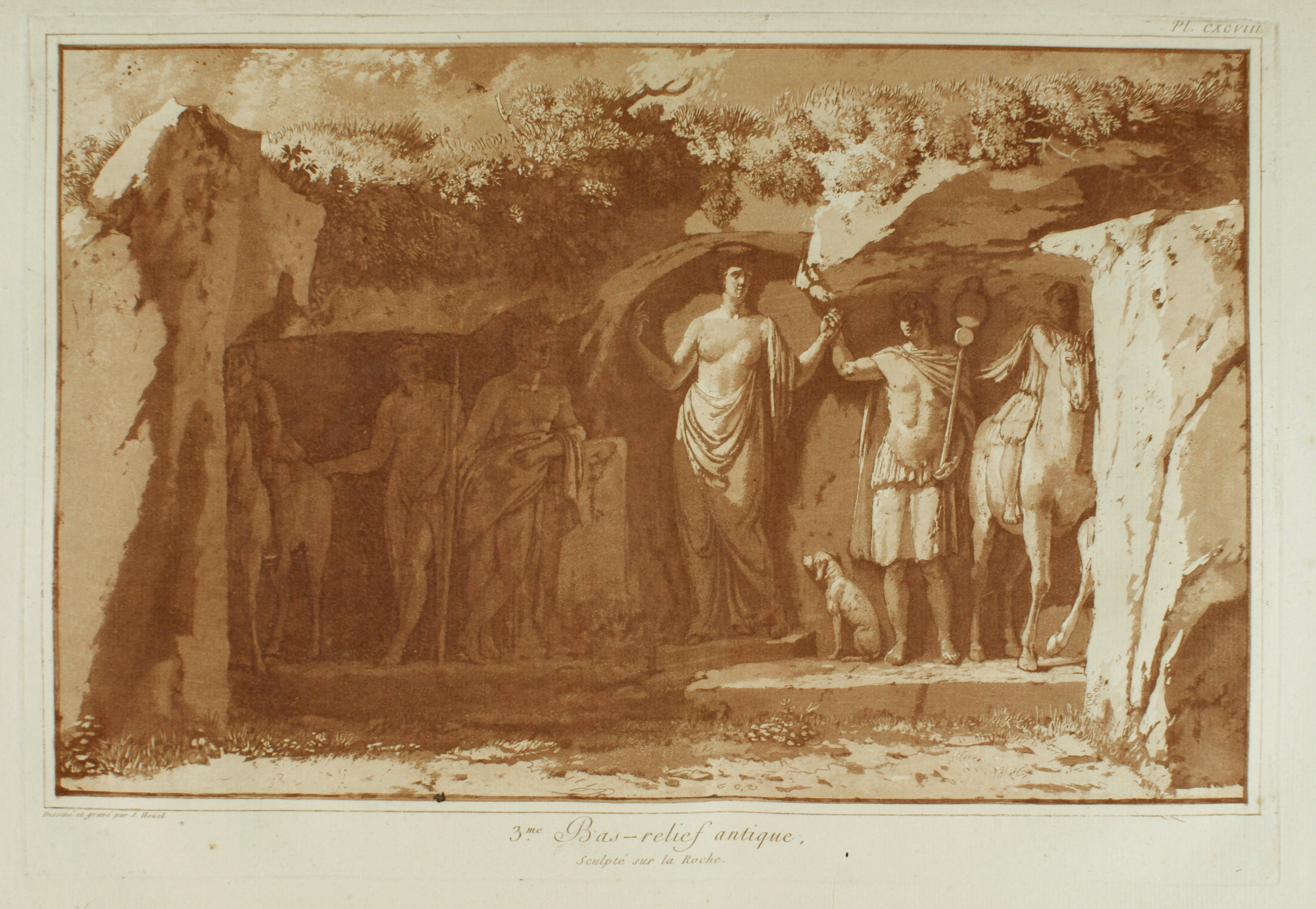
Houel, Voyage Pittoresque, Vol. III, 1785, Tavola 198, Riproduzione artistica del II Rilievo

## La testimonianza di Jean Houel
Quando nel 1777 il pittore e archeologo Jean Houel vide le statue dei santoni ne fece dei disegni e le descrisse così: 
Alcuni sono stati cancellati più della mano degli uomini che da quella del tempo. I pastori dei dintorni prendono talvolta le pietre e, per passatempo, senza cattive intenzioni, colpiscono le teste delle figure senza rendersi conto di quello che fanno. Essi distruggono per distruggere, come fanno i bambini con i giochi che hanno loro si donano e se ne pentono quando non li hanno più.
I bassorilievi sono anch'essi curiosi, soprattutto perché scolpiti nella roccia e questa circostanza è molto rara. Mi colpì talmente che ho ritenuto opportuno disegnarne alcuni per porgerle in visione ai miei lettori.»